# アピタパワー新潟亀田店
アピタパワー新潟亀田店（アピタパワーにいがたかめだてん）は、新潟県新潟市江南区鵜ノ子にある、ユニー株式会社が管理・運営するショッピングセンターである。

## 概要
新潟市江南区の亀田市街（旧・中蒲原郡亀田町の市街地）西端、国道49号（亀田バイパス）の鵜ノ子ICと日本海東北自動車道の新潟亀田ICの東側、江南警察署の裏手に立地している。
1・2階を売り場、3階と屋上を駐車場とした鉄骨造3階建ての建物で、総合スーパー「アピタ」を核店舗に、家具・インテリアの「ニトリ」、ベビー用品の「アカチヤンホンポ」をはじめとする約90の専門店が出店している。
当初、同地へはダイエーが出店権を得ていたが、当時の同社の経営不振などの影響から1999年（平成11年）に出店を断念。代わって同年、ユニーが出店権を継承。「アピタ新潟亀田店」を建物西側に、副核店舗にホームセンター、「ユーホーム新潟亀田店」を建物東側に配置して建設が進められ、翌年11月10日にオープンした。350席のフードコートも備える形となった。
2007年（平成19年）1月14日にユーホームが閉店ならびに県内から撤退。新潟県は元々コメリ、アークランドサカモトなどといった大手ホームセンター各社が拠点とする地域とあって、業績が伸び悩んだことによる。代わって跡フロアには同年5月、ニトリとアカチヤンホンポが順次オープンした。
新潟亀田IC周辺や亀田バイパス沿線にはアピタ新潟亀田店開店以降、2002年（平成14年）に中央区姥ケ山字大日南田に開店したショッピングセンター「アークプラザ新潟」（アークランドサカモト運営）、2005年（平成17年）に江南区横越中央八丁目に開店した「プラント5横越店」（プラント運営）、2007年（平成19年）秋に新潟亀田IC西側に開店した「イオンモール新潟亀田インター」（旧・イオン新潟南ショッピングセンター→イオンモール新潟南、イオンモール運営）といった大型SCの出店が相次いでおり、同店とは競合関係にある。
2022年（令和4年）6月28日、直営食品・生活用品フロアを一時閉店。同年7月1日に改装の上、「アピタパワー新潟亀田店」と改称し、再開店した。
旧アピタ開店以来初の全面改装であり、1階直営フロアには直営食料品専門量販店「ユーストア Produced by APITA」（同社6店舗目、県内初）に加え、住居関連用品売場「CLASHI no Marche（くらしのマルシェ）」を展開。2階直営フロアには同年6月17日に先行オープンしたアウトドアウェア店「greenstage」、カバン店「VARIESH」、靴量販店「Walk Away」を配置した。
さらに翌月の8月10日、1階にUDリテール運営の『ドン・キホーテ アピタ新潟亀田店』がオープンし、全面改装が終了した。

## 交通アクセス
公共交通
- 信越本線 亀田駅西口から西へ約2 km（徒歩25分）。同駅の無料レンタサイクル（江南区 (新潟市)#レンタサイクルを参照）および下記の路線バスが利用可能。
  - 江南区住民バス（カナリア号）で「アピタ亀田店」下車すぐ
  - 江南区区バス「曽野木ルート・新潟市民病院」行で「江南警察署前」下車後徒歩2分
- 新潟駅南口バスターミナル1番線から新潟交通バス「S6 長潟線」利用。
  - S60・S61・S62 南部営業所行で終点「南部営業所」下車後徒歩15分
  - S63 長潟・大江山連絡所行で「江南警察署前」下車後徒歩2分（土曜・休日は運休）

自動車
- 国道49号（亀田バイパス）鵜ノ子ICから約1分（市内中心部・新潟亀田IC方面からは鵜ノ子ICのランプウェイから、店舗裏手を経由する市道へ左折し約1分）